# Colette Marchand
Colette Marchand (ur. 29 kwietnia 1925 w Paryżu, zm. 5 czerwca 2015 w Bois-le-Roi) – francuska aktorka filmowa oraz tancerka baletowa.

## Filmografia
- 1952: Moulin Rouge jako Marie Charlet
- 1954: Ungarische Rhapsodie jako Caroline von Say-Wittgenstein

## Nagrody i nominacje
Za rolę Marie Charlet w filmie Moulin Rouge została uhonorowana nagrodą Złotego Globu, a także została nominowana do Oscara i nagrody BAFTA.